# Skateboard aux Jeux olympiques
Le skateboard est au programme des Jeux olympiques d'été de 2020 et des Jeux olympiques d'été de 2024 en tant que sport additionnel, à la suite d'une décision du Comité international olympique prise lors de sa 129e session le 3 août 2016 à Rio de Janeiro. Il intègre la liste des sports officiels lors de la 139e session du CIO à Pékin pour les Jeux olympiques de 2028 à Los Angeles.

## Historique
Dans le rapport de 2013 de la commission du programme olympique, huit fédérations sportives ont été examinées pour analyser l'opportunité d'inclure le sport selon 39 critères : à côté du roller sport, sont également étudiés la lutte, le karaté, l'escalade, le wushu, le wakeboard câble en téléski, le baseball/softball et le squash. La fédération axe cependant son programme sur les épreuves de roller de vitesse sur piste avec cinq disciplines : 300 m contre-la-montre, 500 m sprint, 1 000 m, 10 000 m élimination et 15 000 m à points.
Lors de la 125e session du CIO en septembre, seuls la lutte, le squash et le baseball sont proposés au vote  et les deux tiers de l'assemblée se prononcent pour le maintien de la lutte aux Jeux de 2020 et 2024.
Dans le rapport 2016, le skateboard et l'escalade apparaissent ensemble dans un même concept de jeux urbains au sein des jeux olympiques. le roller de vitesse est lui écarté bien que faisant maintenant parti des disciplines aux Jeux olympiques de la jeunesse.
Un certain conflit de culture anime le monde des riders, certains y voyant une "normalisation de la pratique du skate contraire aux principes d'une contre-culture". Ainsi, le tournoi de qualification ne passera pas par les X Games ou les Vans Park Series, le président Sabatino Aracu les qualifiant « d'événements énormes, mais pas en termes d'intégration »
Le skateboard est à nouveau intégré dans le programme des Jeux de 2024. Lors de la 139e session du CIO à Pékin, le skateboard est officiellement devenu une discipline olympique pour les Jeux de Los Angeles 2028.

## Épreuves
Il y aura deux disciplines pour les compétitions de skateboard : le bowl (rappelant les piscines vides) et le street.
- Pour la compétition de rampe (ou park), un parcours combinant un bowl en forme de dôme et une variété de courbes complexes sera utilisé. Avec 45 secondes de run. Chaque rider réalise quatre runs, le meilleur compte pour le classement final.
- Pour la compétition de street, un parcours ressemblant à une rue avec des escaliers, des bordures, des pentes et des rampes sera utilisé. L'épreuve se déroule en deux parties : deux runs de 45 secondes, puis cinq « best tricks », où le rider doit réaliser une figure.

Au total, 40 hommes et 40 femmes s'affronteront sous le format olympique, avec 20 riders maximum par compétition. Il y aura trois athlètes au maximum par pays et par épreuve. Au maximum, un pays peut donc avoir 12 athlètes skateurs (3 femmes et aussi 3 hommes en bowl, 3 hommes et 3 femmes en street).

## Tableau des médailles
| Rang  | Nation          | Or | Argent | Bronze | Total |
| ----- | --------------- | -- | ------ | ------ | ----- |
| 1     | Japon           | 5  | 3      | 1      | 9     |
| 2     | Australie       | 3  | 0      | 0      | 3     |
| 3     | Brésil          | 0  | 3      | 2      | 5     |
| 4     | États-Unis      | 0  | 2      | 3      | 5     |
| 5     | Grande-Bretagne | 0  | 0      | 2      | 2     |
| Total | Total           | 8  | 8      | 8      | 24    |